# ウィリー・ウェルズ
ウィリー・ウェルズ（Willie Wells）ことウィリアム・ジェームズ・ウェルズ（William James Wells、1905年8月10日 - 1989年1月22日）は、アメリカ合衆国テキサス州オースティン出身の野球選手（遊撃手）。右投げ右打ち。愛称は"El Diablo"（エル・ディアブロ：悪魔）。
1920～1940年代にニグロリーグで活動していた。

## 経歴
高校時代に野球とフットボールを得意にしていたウェルズは、1923年にニグロリーグのマイナー組織で活動していた地元のオースチンの球団に入団し、プロ野球選手となった。翌年にはニグロ・ナショナル・リーグのセントルイス・スターズに所属、1931年まで8年在籍した。特にウェルズの活躍が知られているのは1920年代の後半に、セントルイス・スターズが1928年、1930年、1931年と3度リーグを制していた時期で、特にウェルズは勝負強い打者として恐れられていた。1926年に当時のニグロリーグの1シーズン最多記録となる27本塁打を打ち、また1929年と1930年には、それぞれ.368と.404の打率を記録して2年続けてのリーグ首位打者にもなった。打撃面で全盛期を迎えていたウェルズは、相手投手からも頻繁にビーンボールを投げられるようになっていた。しかし彼はそれに対抗し、建設現場で使うヘルメットを被って打席に立っていた（余談だが、ヘルメットをかぶって打席に立つようになったのは、メジャーリーグを含め彼が最初だといわれている）。
1931年シーズン後に所属リーグの破綻でチームが消滅してしまった後、いくつかの球団を渡り歩くようになる。1930年代後半にニューアーク・イーグルスに在籍していた頃は、攻撃だけでなくその守備力が相手チームの脅威となっていた。同じ時期、ウェルズはニグロリーグだけでなく、ラテンアメリカ各国の野球リーグにも参加するようになっていた。ニックネームの「エル・ディアブロ」は、ウェルズが1940年にメキシコリーグに参加した際に、現地のファンがつけたものである。またキューバリーグには7シーズン参加し、リーグ最優秀選手に二度輝いている。
ニグロリーグでは1948年頃まで現役を続け、1950年にはカナダ西部の野球リーグで選手兼任監督を務めていた。1954年には再びアメリカに戻り、バーミンガム・ブラックバロンズの監督を務めている。
1989年に生まれ故郷のオースチンで死去。当時は「殿堂入りしていない選手の中で最も偉大な選手」などと言われたこともあったが、1997年にベテランズ委員会がアメリカ野球殿堂入り選手に選出した。

## 詳細情報

### 記録・表彰等
- 通算成績：出場945試合、通算打率.328、126本塁打
- キューバリーグでの成績：通算打率.320、最多本塁打2回、最優秀選手賞2回
- メジャーリーグとの交流試合：通算打率.410